# Heteresthes subrubra
Heteresthes subrubra är en fjärilsart som beskrevs av W. Warren 1902. Heteresthes subrubra ingår i släktet Heteresthes och familjen mätare. Inga underarter finns listade i Catalogue of Life.